# 일라바구

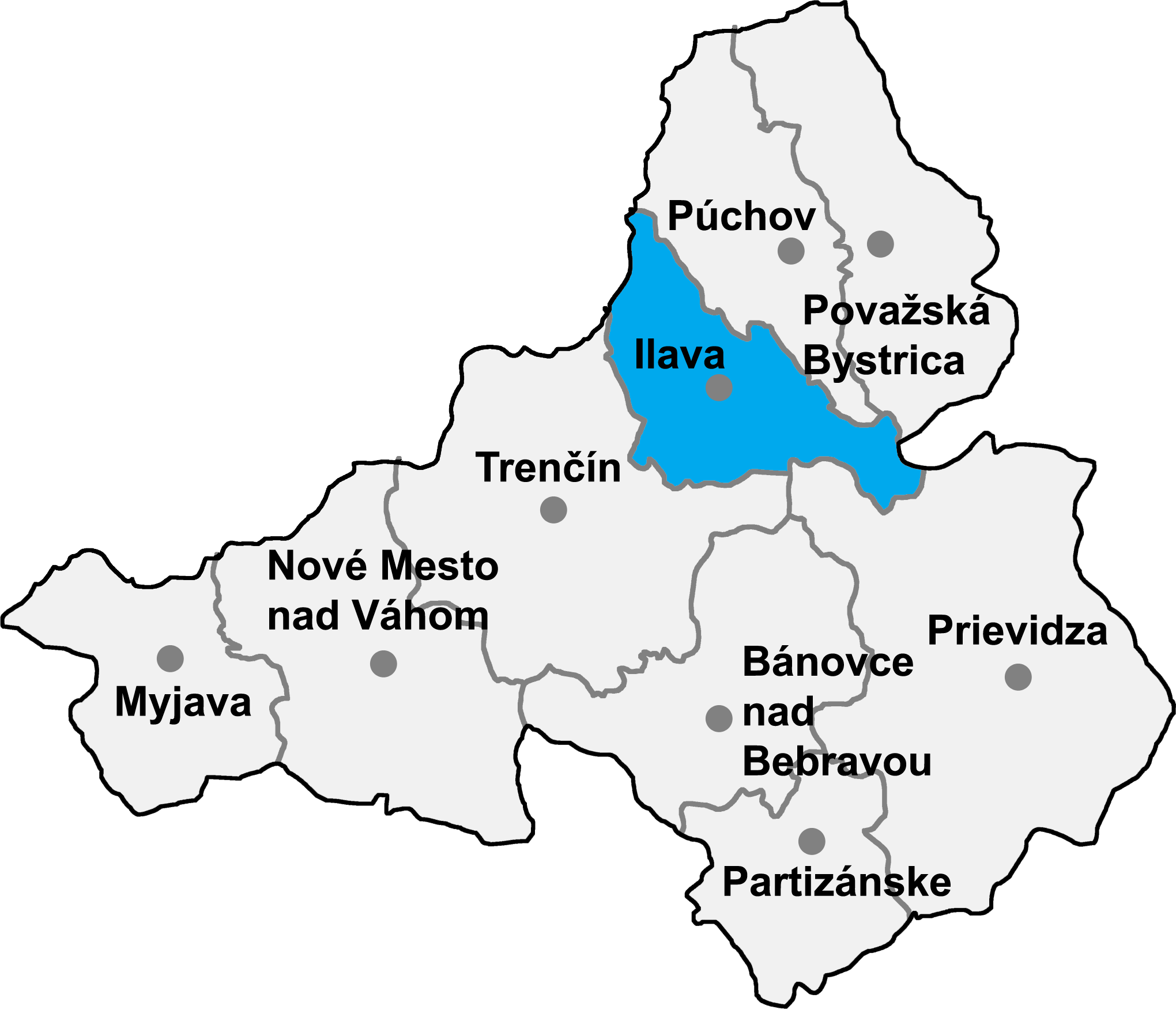
일라바구의 위치

일라바구(슬로바키아어: Okres Ilava)는 슬로바키아 트렌친주를 구성하는 9개 구 가운데 하나로 행정 중심지는 일라바이며 면적은 358.5km2, 인구는 60,194명(2014년 기준), 인구 밀도는 167.91명/km2이다.
트렌친주 북부에 위치하며 21개 지방 자치체(3개 시, 18개 마을)를 관할한다. 서쪽과 남쪽으로는 프리에비자구, 남동쪽으로는 트렌친구, 동쪽으로는 질리나주 질리나구, 북동쪽으로는 푸호우구, 포바슈스카비스트리차구와 접하며 북쪽으로는 체코와 국경을 접한다.